# 我的家政夫渚先生
《我的家政夫渚先生》（日語：家政夫のナギサさん）是一部由四ツ原フリコ創作的漫畫。2016年8月19日起於NTT營運的電子書網站「cmoa」內的少女漫畫「恋するソワレ」連載。2020年7月改編成電視劇，由多部未華子主演。

## 出版書籍

### 電子書籍
四ツ原フリコ 《家政夫のナギサさん》，cmoa〈恋するソワレ〉→〈オヤジズム〉，共11卷。

### 紙書籍
四ツ原フリコ 《家政夫のナギサさん》，哈珀柯林斯出版，1卷。
- 2020年4月3日發售，ISBN 978-4596591517

### 小說
藤咲あゆな（原作：四ツ原フリコ），哈珀柯林斯出版，全2卷。
- 《小説 家政夫のナギサさん 上》，2020年4月3日發售，ISBN 978-4596591616
- 《小説 家政夫のナギサさん 下》，2020年5月18日發售，ISBN 978-4596591623

## 電視劇
《我的家政夫渚先生》（日語：私の家政夫ナギサさん）是TBS電視台自2020年7月7日起於週二連續劇時段播出的日劇。由多部未華子主演 。
本劇最初原定於2020年4月14日開始播出，但由於新形冠狀病毒感染擴大的影響，最終需要延遲播出 。同年6月13日，終於確定能於7月7日起開始播出 。在延遲播映的期間，電視台以過去週二連續劇時段播出作品的總集編或特別篇作為代替節目播出，當中包括《戀愛可以持續到天長地久》及《逃避雖可恥但有用》。
9月8日播出了描述結婚1個月後新婚生活的特別篇《新婚おじキュン! 特別編》 。

### 登場角色

#### 主要角色
| 角色 （劇中年齡） | 演員                          | 介紹 | 香港配音 |
| 相原芽衣（28）    | 多部未華子 （童年：金子莉彩） | 天保山製藥橫濱分店MR（醫藥資訊負責人，藥廠代表）。由於成績優秀而被選為北橫濱地區團隊的負責人，並不擅長做家務。 | 何璐怡   |
| 鴫野渚（50）      | 大森南朋                      | NTS Clean House的超級家政夫。最初於業界最大的「所馬爾製藥」擔任MR，但後來因某種原因而離開公司。                | 葉振聲   |
| 田所優太（32）    | 瀨戶康史                      | 芽衣競爭對手阿諾德製藥公司橫濱營業所MR，搬到與芽衣相同的公寓。                                                 | 胡家豪   |

#### 天保山製藥橫濱分店
| 角色 （劇中年齡）  | 演員             | 介紹                                                                           | 香港配音 |
| 瀨川遙人（23）     | 真榮田鄉敦       | 天保山製藥橫濱分店新人MR。                                                     | 黃積權   |
| 松平慎也（47）     | 平山祐介         | 天保山製藥橫濱分店副分店長，後轉到福岡分店擔任分店長。                         | 李錦綸   |
| 古藤深雪（48）     | 富田靖子         | 天保山製藥横濱分店長。春夫的妻子。                                             | 陸惠玲   |
| 陶山薰（28）       | 高橋瑪莉潤       | 天保山製藥橫濱分店學術擔當。芽衣好友，專注婚姻。                               | 張頌欣   |
| 掘江耕介（32）     | 岡部大（ハナコ） | 天保山製藥橫濱分店MR。                                                         | 陳卓智   |
| 天馬朱里（天馬あかり）（25） | 若月佑美         | 天保山製藥橫濱分店MR，2.5次元御宅族。                                          | 陳皓宜   |
| 馬場穰二（43）     | 水澤紳吾         | 天保山製藥橫濱分店MR。平時話不多沒存在感但非常優秀，卻突然結婚請了一年育嬰假。 | 雷霆     |

#### 相原家
| 角色 （劇中年齡） | 演員     | 介紹 | 香港配音 |
| 相原茂（59 → 60） | 光石研   | 芽衣的父親。 | 招世亮   |
| 相原美登里（56）  | 草刈民代 | 芽衣的媽媽，不擅長做家務。 | 沈小蘭   |
| 福田唯（25）      | 趣里     | 芽衣的妹妹，因大學時期奉子成婚而與父母關係疏遠，後和解。舊姓是相原，在NTS Clean House工作，正在取得家政婦資格，私自幫姐姐安排了前輩渚先生的服務。 | 凌晞     |

#### 其他
| 角色 （劇中年齡）  | 演員             | 介紹                                                       | 香港配音 |
| 肥後菊之助（28）   | 宮尾俊太郎       | 肥後診所醫師，轉移到武藏野醫療中心工作。                   | 李鎮然   |
| 駒木坂春夫（55）   | 飯尾和樹（ずん） | 醫藥品批發公司「白熊醫藥」横濱分公司營業課長。深雪的丈夫。 | 翟耀輝   |
| 吉川花梨（吉川かりん）（22） | 夏子             | 藥膳居酒屋「萬藥之長」店員。                               | 葉曉欣   |

#### 客串
| 角色 （劇中年齡） | 演員       | 介紹                                                        | 登場集數 | 香港配音 |
| 福田桃            | 橋本澪     | 唯的女兒。                                                  | 1, 5, 8  | 葉曉欣   |
| 日比野亞希（25）  | 川津明日香 | 阿諾德製藥公司橫濱營業所MR。與天馬あかり為高中同學。        | 2        | 成瑤孆   |
| 福田友哉          | 菅原健     | 唯的丈夫。                                                  | 5        | 梁偉德   |
| 箸尾玲香          | 松本若菜   | 渚在ソルマーレ製藥時期的同事。                              | 6, 7     | 詹健兒   |
| 鴫野瑞枝          | 岩本多代   | 渚的母親。5年前因癌病去世。                                 | 6, 7     | 陸惠玲   |
| 阪本洋二          | 高木涉     | 天明大學心臟內科教授。有傳言他是負責對綱島新建醫院的工作 。 | 7, 9     | 潘文柏   |
| 垣內太一郎        | 內村遙     | 天保山製藥總公司負責腫瘤學。                                | 7        | 黃啟昌   |
| 鍋島彰            | 近藤公園   | 安塔里斯綜合醫院醫生。                                      | 7, 8     | 麥皓豐   |
| 西浦大介          | 土屋佑壹   | 東神奈川醫科大學附屬病院醫生。                              | 8        | 雷霆     |
| 畠中慎也          | 宇梶剛士   | 有傳言他是新醫院的藥劑部長                                  | 9        | 陳永信   |
| 粟野亮平          | 栗原心平   | NTS Clean House的家政夫。將擔任田所家的家政夫。             | 9        | 劉奕希   |

### 幕後人員
- 原作：四ツ原フリコ《我的家政夫渚先生》（恋するソワレ／「cmoa」連載中）
- 編劇：德尾浩司，山下昴
- 音樂：末廣健一郎，MAYUKO
- 主題曲：Aimyon「裸之心」（ UNBORDE / 日本華納音樂 ）[15][5]
- 特别協力：橫濱市
- 監製：岩崎愛奈，加藤昌一（TBS Sparkle）
- 導演：坪井敏雄，山本剛義，坂上卓哉
- 製作：TBS Sparkle，TBS

## 播放日程

### 電視劇
| 集數                                                    | 播出日期 | 標題                                                              | 劇本     | 導演     | 收視率 | 備註       |
| ------------------------------------------------------- | -------- | ----------------------------------------------------------------- | -------- | -------- | ------ | ---------- |
| 第1話                                                   | 7月7日   | 28歳独身女子おじさんを雇う! 散らかった部屋も心も綺麗にして!       | 徳尾浩司 | 坪井敏雄 | 14.2%  | 加長15分鐘 |
| 第2話                                                   | 7月14日  | ヒミツのおじさんを隠し通せ! ライバルと急接近…                     | 徳尾浩司 | 坪井敏雄 | 12.8%  |            |
| 第3話                                                   | 7月21日  | 母襲来でおじさん卒業… 目指すは家事もデキる女!?                    | 山下昴   | 山本剛義 | 12.7%  |            |
| 第4話                                                   | 7月28日  | 今度は父襲来! 秘密の指きり…デートで鉢合わせ!                      | 德尾浩司 | 山本剛義 | 12.4%  |            |
| 第5話                                                   | 8月4日   | 極秘計画で母と妹の仲直り大作戦! 隣の敵の秘密…                     | 山下昴   | 坪井敏雄 | 14.4%  |            |
| 第6話                                                   | 8月11日  | おじさんの私生活調査開始! 敵の恋心も急加速!?                      | 德尾浩司 | 坂上卓哉 | 16.0%  |            |
| 第7話                                                   | 8月18日  | おじさんの元カノ!? 過去の秘密…敵から愛の告白!                     | 德尾浩司 | 坪井敏雄 | 16.6%  |            |
| 第8話                                                   | 8月25日  | おじさんと敵と恋の三角関係!? 本当に大切な人は誰                   | 山下昴   | 山本剛義 | 16.7%  |            |
| 最終話                                                  | 9月1日   | トライアル結婚生活! 今わたし恋をしている!? とっ散らかった心の結末 | 德尾浩司 | 坪井敏雄 | 19.6%  | 加長15分鐘 |
| 平均收視率15.1%（收視率由Video Research於關東地區統計） |          |                                                                   |          |          |        |            |

- 第1話是自天國餐館後，週二連續劇第三部作品再次有雙位數的收視率（最高紀錄是2017年7月播出的神奈小姐，收視率為12%。）
- 最終回收視率為週二連續劇的第二位（最高紀錄是2016年10月播出的逃避雖可恥但有用，收視率為20.8%。）
- 平均收視率為週二連續劇的第一位，15.1%（之前最高紀錄為2016年10月播出的逃避雖可恥但有用，14.5%。）

### 特別篇
| 播出日期 | 標題 | 劇本                | 導演     | 收視率 |
| -------- | --- | ------------------- | -------- | ------ |
| 9月8日   | わたナギ大感謝祭! 新作ストーリー×SPダイジェスト! 火事が苦手なアラサー女子とおじさん家政夫の新婚生活…もう不満爆発!? 初めての夫婦ゲンカの行方は! 激カワNG集も大公開 | 徳尾浩司 山下すばる | 坪井敏雄 | 14.9%  |

## 外部連結
- 《家政夫渚先生》 | cmoa （页面存档备份，存于）
- 週二劇場《我的家政夫渚先生》 | TBS官方網站 （页面存档备份，存于）
  - 週二劇場《我的家政夫渚先生》的X（前Twitter）
  - 週二劇場《我的家政夫渚先生》的Instagram帳戶

## 節目的變遷
| 日本 TBS電視台 週二連續劇                        | 日本 TBS電視台 週二連續劇                      | 日本 TBS電視台 週二連續劇 |
| ------------------------------------------------ | ---------------------------------------------- | ------------------------- |
|                                                  | 我的家政夫渚先生 （2020.7.7 - 2020.9.1）       |                           |
| 戀愛可以持續到天長地久 （2020.1.14 - 2020.3.17） | 錢的盡頭是愛情的開始 （2020.9.15 - 2020.10.6） |                           |

| 香港 無綫電視J2 每日15:00-18:00 · 1月31日及2月2日15:00-18:10 | 香港 無綫電視J2 每日15:00-18:00 · 1月31日及2月2日15:00-18:10 | 香港 無綫電視J2 每日15:00-18:00 · 1月31日及2月2日15:00-18:10 |
| ------------------------------------------------------------ | ------------------------------------------------------------ | ------------------------------------------------------------ |
|                                                              | 萬能家政夫 （2022年1月31日－2022年2月2日）                   |                                                              |
| —                                                            | —                                                            |                                                              |